# 이선덕
이선덕(李善德. 1941년 1월 3일 ~)은 전 KBO 리그의 삼미 슈퍼스타즈의 코치이다. 1983년에 삼미의 감독대행으로 활동하기도 했다.
한편, 1984년 OB 베어스로 자리를 옮긴 뒤 1987년 시즌 후 2군 투수코치로 발령됐으며 이광환 2군감독이 1988년 시즌 뒤 1군 감독으로 승격되자 2군 감독대행을 맡았다가 1990년부터 정식 2군 감독을 맡았다.
이후, 이광환 감독이 1990년 시즌 도중 성적 부진으로 해임된 뒤 이재우 2군코치가 감독대행을 맡으면서 생긴 개편에 따라 1군 투수코치로 발령됐으며 이재우 대행이 같은 해 말 정식 감독으로 승격되자 OB를 떠나 고향 인천을 연고로 한 태평양 돌핀스 투수코치로 자리를 옮겼는데 당시 4년 임기 형식으로 태평양 감독에 부임한 박영길 감독은 본인(이선덕)에 앞서 장명부 투수코치를 영입할 계획이었으나 구단 측의 반대로 무산됐으며 기존 코치들 중 박용진 코치만 퇴진시킨 대신 신용균 수석코치 등 기존 인물에 본인(이선덕)과 이홍범 OB 코치, 성기영 전 롯데 감독을 새롭게 보강했다.
게다가, 박영길 감독은  기존 '김성근 사단'의 일원인 신용균 코치와 불화를 빚어 전체 코칭스태프가 동요했다.
결국 박영길 감독은 계약기간을 3년 남기고 물러났으며 박 감독의 후임으로 정동진 감독이 부임하는 과정에서 '김성근 사단'의 또다른 잔류멤버인 신용균 최주억 이종도 박상열 김대진 이근식 코치가 팀을 떠나야 했으며 본인은 1군 투수코치에서 2군 투수코치로 자리를 옮겼다.
하지만, 태평양은 정동진 감독의 부임 첫 해인 1992년 정민태 정명원 등 주축 선수들이 줄줄이 부상으로 부진하자 팀은 8팀 중 정규시즌 6위에 그쳐 3년 연속으로 포스트시즌 진출에 실패했고 이 과정에서 태평양 구단은 1992년 6월 2군 투수코치였던 본인(이선덕)을 1군 수석 겸 투수코치, 류영수 1군 수석 겸 투수코치를 2군 투수코치로 보직 변경시켰으며 다음 해인 1993년 1월 김시진이 1군  투수코치로 영입되는 과정에서 2군감독으로 자리를 옮겼고 류영수 2군 투수코치가 1군 수석코치로 보직 변경됐다.
그 뒤, 1995년 시즌 후 팀이 현대로 넘어가자 같은 해 12월 1일부터 2년 계약 형식을 통해 쌍방울 레이더스 2군 감독으로 자리를 옮겼고 1997년 말 "IMF 사태" 때문에 모기업의 부도로 운영 자금이 끊기자 같은 시기 스카우트로 자리를 옮겼으며 1999년까지 재직했다.